# Status confessionis
Status Confessionis oder auch Casus Confessionis ist ein ekklesiologischer Begriff in der evangelischen Theologie, der einen außergewöhnlichen Bekenntnisfall (Bekenntnisnotstand) bezeichnet. Wird der status confessionis erklärt, so steht die kirchliche Gemeinschaft auf dem Spiel.

## Geschichte des Begriffs
Die Frage, welche Handlungen und Ansichten mit dem Christentum vereinbar sind und welche eine gebotene Grenze überschreiten, stellte sich im Zusammenhang des sogenannten Adiaphoristischen Streit (Mitte des 16. Jahrhunderts) in Bezug auf die Rückkehr zu gottesdienstlichen Formen und Riten der Zeit vor der Reformation. Im Augsburger Interim von 1548 wurde von den Protestanten eine Rückkehr zu den alten katholischen Gottesdienstordnungen verlangt. Während der Reformator Philipp Melanchthon eine solche Rückkehr als vereinbar mit der evangelischen Lehre erachtete, da es sich dabei um nicht heilsrelevante Mitteldinge (Adiaphora) des Glaubens handelt, hielt der Reformator Matthias Flacius dagegen, dass es in einer Bekenntnissituation keine Mitteldinge gibt. Für Flacius kann es im status confessionis keinen Kompromiss geben.
Der Begriff status confessionis tritt erstmals in der Konkordienformel, Artikel 10 „Von Kirchengebräuchen, so man Adiaphora oder Mittelding nennet“ (De ceremonis ecclesiasticis) auf. Dort heißt es: „Die Hauptfrage aber ist gewesen, ob man zur Zeit der Verfolgung und im Fall der Bekenntnis (persecutionis tempore et in casu confessionis), wann die Feinde des Evangelii sich gleich nicht mit uns in der Lehre vergleichen (etiam si adversarii nobiscum in doctrina consentire nolint), dennoch mit unverletzten Gewissen etzliche gefallene Ceremonien, so an ihm selbest Mitteldinge und von Gott weder geboten noch verboten, auf der Widersacher Tringen und Erfordern wiederumb aufrichten (...) möge“.
Der Begriff status confessionis oder casus confessionis bezeichnet damit ein Zum-Glauben-Stehen in einer Bekenntnissituation. Im 19. Jahrhundert tritt der kirchenrechtliche Begriff „Bekenntnisstand“ hinzu. Angesichts der totalitären Systeme und Ideologien des 20. Jahrhunderts entstanden für die Kirchen neue Herausforderungen, in denen ihr Bekenntnis herausgefordert wurde. Im Kirchenkampf wurde der Begriff status confessionis wiederentdeckt. Die Bekennende Kirche betonte mit ihrer Selbstbezeichnung, dass sie sich im status confessionis befinde. Wenn es um die Wahrheit des Evangeliums und des Bekenntnisses zu Christus geht, kann der status confessionis erklärt werden, so Dietrich Bonhoeffer erstmals schon im April 1933 in seinem Aufsatz Die Kirche vor der Judenfrage. Dies geschah z. B. in Bezug auf den Totalitätsanspruch des Dritten Reichs in der Barmer Theologischen Erklärung von 1934 (allerdings ohne Verwendung des Begriffs). 
Nach dem Zweiten Weltkrieg wurde der status confessionis gelegentlich in sozialethischen Debatten erklärt, z. B. durch die Kirchlichen Bruderschaften 1958 und das Moderamen des Reformierten Bundes 1982 im Zusammenhang mit der Legitimität von Atomwaffen oder durch den Lutherischen Weltbund 1977 und den Reformierten Weltbund 1982 in Bezug auf das Apartheidssystem in Südafrika; zuletzt 2012 von einer Initiative innerhalb der Evangelisch-Lutherischen Landeskirche Sachsens aus Protest gegen die Zulassung gleichgeschlechtlicher Partnerschaften im Pfarrhaus. 
Nach Ansicht von Kritikern wird beim Ausrufen des status confessionis in Bezug auf ethische Fragen oft die kategoriale Differenz zwischen theologischen Lehraussagen und ethischen Imperativen außer Acht gelassen, so dass sich die ethisch-theologische Urteilsbildung in eine Form der Stellungnahme verkehrt, die mangels ableitbarer Entscheidungen in der Diskussion mit Andersdenkenden auch keine Überzeugungskraft entfaltet.
Die Gemeinschaft Evangelischer Kirchen in Europa, die in der Leuenberger Konkordie von 1973 die theologische Grundlage geschaffen hat, trotz unterschiedlicher Lehrmeinungen innerhalb der evangelischen Kirchen einander Kirchengemeinschaft „aufgrund der gewonnenen Übereinstimmung im Verständnis des Evangeliums“ (LK 29) zu gewähren, hebt demgegenüber die grundsätzliche Dimension hervor:
 
„So ist z. B. der Ausschluß vom Abendmahl aufgrund der Zugehörigkeit zu einer bestimmten Rasse eine Verletzung des Leibes Christi und damit nicht bloß eine ethische, sondern eine christologische Häresie (sie begründet den status confessionis).“ Wo keine Übereinstimmung im Verständnis des Evangeliums als der Botschaft von Jesus Christus, dem Heil der Welt, gewonnen werden kann, ist auch Kirchengemeinschaft nicht möglich.